# Early Medieval Europe
Early Medieval Europe (englisch; kurz EME) ist eine historische Fachzeitschrift, die vom Verlag Wiley-Blackwell (Oxford) verlegt wird und seit 1992 erscheint.
Die in EME publizierten Beiträge behandeln die Geschichte Europas von der Spätantike bis zum Ende des Frühmittelalters im 11. Jahrhundert. Die Zeitschrift ist interdisziplinär aufgebaut und berücksichtigt unterschiedliche Aspekte der modernen Geschichtswissenschaft, wozu unter anderem Fragen der Archäologie, Numismatik und Literatur gehören. Neben Fachartikel werden auch wissenschaftliche Buchbesprechungen veröffentlicht. EME erscheint vierteljährlich, Publikationssprache ist Englisch.